# Карданов, Кобард Локманович
Каба́рд Локма́нович Карда́нов (31 декабря 1920, Аушигер, Терская область — 23 марта 1944, Чортков, Тарнопольская область) — участник Великой Отечественной войны, командир танкового взвода 1-й гвардейской танковой бригады 8-го гвардейского механизированного корпуса 1-й гвардейской танковой армии 1-го Украинского фронта, Герой Советского Союза, гвардии лейтенант.
Младший брат Героя Советского Союза — Кубати Локмановича Карданова.

## Биография
Кобард Карданов родился 31 декабря 1920 года в селе Аушигер Нальчикского округа Терской области РСФСР (ныне Черекского района Кабардино-Балкарии) в крестьянской семье. Кабардинец.
Окончил 10 классов.
В Красной Армии с 1941 года. В 1943 году окончил Полтавское автомобильное училище. На фронтах войны — с июля 1943 года. Член ВКП(б) с 1943 года.
В период боёв с 21 по 23 марта 1944 года экипаж танка гвардии лейтенанта Кобарда Карданова в составе 1-й гвардейской танковой бригады одним из первых вошёл в город Чертков Тернопольской области Украины. Принял бой с немецким Т-5 Пантера, был подбит им, но продолжал бой. Несмотря на воспламенение советского танка, танк противника вместе с экипажем был уничтожен. Погиб в г. Черткове в 1944 году.
Похоронен в городе Чортков, где установлен памятник семнадцати танкистам, погибшим при его освобождении.

## Награды
- Награждён орденами Отечественной войны 1-й и 2-й степеней, а также медалями.
- Указом Президента СССР от 5 мая 1990 года за образцовое выполнение боевых заданий командования на фронте борьбы с немецко-фашистским захватчиками и проявленные при этом мужество и героизм, гвардии лейтенанту Карданову Кабарду Локмановичу присвоено звание Героя Советского Союза (посмертно, медаль № 11612)[к 1].

Из наградного листа:

«23.3.1944 года[,] сломив сопротивление противника[,] тов.Карданов успешно форсировал р. Серет и неожиданно для немцев ворвался в город Чертков. В течение 4-х часов Карданов вёл уличные бои с танками и самоходной артиллерией противника. В бою он уничтожил 2 танка, 1 пушку, 1 зенитную установку, истребив до 40 солдат и офицеров. Стоявший в засаде немецкий танк Т-5 зажёг танк Карданова, но тов. Карданов обнаружи[л] стоящий в засаде танк и из горящей машины уничтожил его. Карданов был ранен, но собрав последние силы[,] продолжал уничтожать врага. В этом бою тов. Карданов погиб смертью героя.»

## Память
Именем Героя названа школа в его родном селе Аушигер.
В 2015 журналист Оксана Гедугошева опубликовала стихотворение «У обелиска в Аушигере», посвящённое братьям Кубати и Кабарду Кардановым.